# Alapage
Alapage.com est un ancien site web français de vente en ligne de produits culturels et techniques, exploité par la société France Telecom E-Commerce.

## Histoire
Lancé au milieu des années 1990, alapage.com était initialement axé sur la vente de produits culturels (livres, DVD, jeux vidéo, billetterie). En 1999, alapage.com est racheté par France Telecom via la société France Telecom.E commerce.
À partir des années 2000, alapage.com étend son offre commerciale en proposant des produits techniques (informatique, image et son, GPS...) autrefois vendus sous l'enseigne Marcopoly.com, des produits de loisir (art de vivre) et des produits d'occasion. Au total, ce sont près de 3 500 000 articles qui sont proposés à la vente sur le site. En 2002, Alapage est le premier site généraliste français de biens culturels à proposer une place de marché de biens d'occasion. 
Afin d'atteindre une taille critique et d'élargir sa clientèle en matière de produits technologiques, le 7 avril 2006, la société achète le pôle constitué des sites Top Achat et Clust.com, spécialisés dans la vente en ligne de matériel informatique et de divertissement numérique. Ces deux sites seront revendus en février 2009 à un concurrent : Rue du Commerce. En novembre 2007, alapage.com propose le téléchargement d'une application mobile gratuite permettant de comparer facilement les prix des produits grâce aux codes-barres à 13 chiffres (EAN13) imprimés sur tous les articles du commerce.
En janvier 2009, France Telecom annonce que l'activité d'alapage.com pourrait être arrêtée du fait de lourdes pertes. L'opérateur recherche un acquéreur pour les actifs du site de produits culturels et high-tech, à savoir la marque, l'adresse du site, et bien sûr les fichiers clients et produits. Le 1er septembre 2009, Rue du Commerce rachète l’adresse Internet alapage.com, la marque, la liste de clients et des contrats de propriété intellectuelle mais aucun salarié n’est repris. 
Le 25 mars 2012, Alapage ferme définitivement ses portes, le site web affichant une redirection vers celui de Rue du Commerce, et annonçant que les commandes en cours y seront traitées.
En 2018, toute recherche du mot « alapage » envoie vers le site Rakuten.